# Lissonotidea ornatula
Lissonotidea ornatula là một loài tò vò trong họ Ichneumonidae.